# Lido degli Scacchi
Lido degli Scacchi is een plaats (frazione) in de Italiaanse gemeente Comacchio.